# Fxck Up the World
Fxck up the world (styl. Fxck Up the World, również zatytułowany jako FUTW) – singel tajskiej raperki i piosenkarki Lisy z udziałem amerykańskiego rapera Future’a, który został wydany przez Lloud i RCA Records 28 lutego 2025 jako piąty singiel z debiutanckiego albumu studyjnego Lisy, Alter Ego. Na albumie znalazła się również „solowa wersja Vixi” bez Future’a, która doczekała się teledysku wyreżyserowanego przez Christiana Breslauera.

## Geneza i wydanie
Po odejściu z wytwórni YG Entertainment na rzecz działalności solowej, Lisa założyła własną firmę zarządzającą artystami o nazwie Lloud w lutym 2024 roku. Następnie w kwietniu podpisała kontrakt z RCA Records, aby wydawać solową muzykę we współpracy z Lloud. Artystka wydała „Rockstar”, „New Woman”, „Moonlit Floor (Kiss Me)” i „Born Again” jako pierwsze cztery single z nadchodzącego debiutanckiego albumu przez Lloud i RCA Records w okresie od czerwca 2024 do lutego 2025 roku. 19 listopada 2024 roku Lisa ujawniła tytuł albumu „Alter Ego” i datę jego wydania 28 lutego 2025 roku. Ujawnieniu towarzyszył zwiastun albumu, w którym Lisa wcieliła się w pięć różnych alter ego, a dla każdego z nich odtwarzano fragmenty różnych utworów; ostatnia postać została przedstawiona idąca po wulkanicznym czerwonym pasie startowym w rytm utworu, który jeszcze nie został wydany. Lisa ujawniła imię alter ego Vixi i opis postaci 12 lutego 2025 r., w którym stwierdzono, że jej piosenka nosi nazwę „Fxck Up the World”. 21 lutego Lisa opublikowała film ujawniający listę utworów albumu, na którym siada ze swoimi różnymi alter ego nad fragmentem piosenki. Lista utworów zawierała „Fxck Up the World” z udziałem amerykańskiego rapera Future’a jako szósty utwór na albumie, podczas gdy „solowa wersja Vixi” utworu bez Future’a została również uwzględniona jako czternasty utwór. „Fxck Up the World” został wydany jako piąty singiel i tytułowy utwór Alter Ego wraz z premierą albumu 28 lutego.

## Kompozycja i tekst utworu
„Fxck Up the World” przedstawia słuchaczom „niezwykle niezależne i nieprzewidywalne” alter ego Lisy, Vixi, którą „lubią nazywać 'złoczyńcą'”. Jest to „śmiały, deklaratywny hymn”, który obiecuje „wstrząśnięcie wszystkim i zapewnienie, że Lisa otrzyma uwagę, którą czuje, że jej się należy”. Utwór wyprodukował przez ATL Jacoba, jest to „hiphopowo-skłaniająca się” piosenka z „błyskiem trapu”. Lisa rapuje wraz z gościnnym wersem Future’a, a refrenem jest powtarzające się skandowanie „Let’s fuck up the world!”.

## Teledysk
Towarzyszący teledysk do „solowej wersji Vixi” piosenki został wyreżyserowany przez Christiana Breslauera oraz przesłany na kanał Lloud na YouTube jednocześnie z wydaniem singla. Przed wydaniem Lisa zapowiedziała go filmikiem zapowiadającym 27 lutego, w którym została pokazana w wyściełanym pokoju ze złowrogim uśmiechem. W teledysku Lisa gra swoje alter ego Vixi, najwyraźniej zainspirowane postacią Harley Quinn z komiksów DC. Vixi jest przetrzymywana w celi w zakładzie psychiatrycznym, zanim wydostanie się i wyruszy na miejską szaleńczą wyprawę w noc wypełnioną grami wideo, tańcem i przejażdżkami. Teledysk pokazuje również animowane migawki innych alter ego Lisy.
18 marca Lisa wydała wideo „YouTube Music Nights Special Stage Performance” do „Fxck Up the World”. Na nagraniu widać ją i sześć tancerek towarzyszących, które występują w czarnych skórzanych bikini na scenie otoczonej czerwonymi kolumnami.

## Twórcy
Opracowano na podstawie Tidal oraz zaczerpnięto z notatek wydawnictw Alter Ego.
|  | - Lisa – wokal, tekst - Future – gościnny wokal, tekst (Future version) - ATL Jacob – tekst, produkcja - FnZ – produkcja - Michael Mule – tekst - Isaac De Boni – tekst - Derrick Miller – tekst - Nija Charles – tekst - Jaeyoung Lee – tekst, wokal gangowy - Hendrix Smoke – produkcja - JJ Joe – wokal gangowy - Alice Kang – wokal gangowy | - Chase Johnson – wokal gangowy - Tonianne Tartaro – wokal gangowy - Chloe Weise Donovan – wokal gangowy - Kuk Harrell – produkcja wokalna, wokal gangowy - Jelli Dorman – inżynieria wokalna - Miguel "Wav Surgeon" Correa – inżynieria wokalna (Future version) - Chad "KM" Kitchens – dodatkowy inżynier - Patrizio “Teezio” Pigliapoco – miksowanie - Ignacio Portales – asystent w miksowaniu - Federico Giordano – asystent w miksowaniu - Randy Merrill – mastering |

## Historia wydań
| Region | Data           | Format                      | Wytwórnia           | Źr.    |
| ------ | -------------- | --------------------------- | ------------------- | ------ |
| Różnie | 28 lutego 2025 | digital download, streaming | Lloud · RCA Records | [ 22 ] |